# Adolfo Núñez González
Adolfo Nuñez González (Cuauhtémoc, Colima; 30 de junio de 1966) es un político y maestro mexicano, miembro del Partido de la Revolución Democrática. Nació en Trapiche, en el municipio de Cuauhtémoc, Colima el 30 de junio de 1966. Tiene una licenciatura en Educación Primaria, siendo profesor normalista. Fue diputado local en el Congreso de Colima para la LV Legislatura del Congreso del Estado de Colima. Fue candidato a la presidencia municipal de Cuauhtémoc, sin embargo fue desplazado ampliamente por los candidatos del PRI, PAN y PT, ganando el priista José de Jesús Plascencia Herrera. Núñez González fue quién presentó las iniciativas de Ley de Sociedades en Convivencia en Colima, la Ley sobre la despenalización del aborto, y la Ley que regulaba de la eutanasia. Actualmente es columnista del Diario Avanzada y líder del Movimiento Popular Colimense.